# Râul Ialpugel
Ialpugelul este un râu din sudul Republicii Moldova, afluent al Ialpugului. Cea mai cunoscută localitate traversată de acesta este Sadâc, locul de naștere al cântărețului basarabean de muzică populară, Nicolae Sulac.

## Nume
Denumirea râului reprezintă diminutivul râului Ialpug, denumirea căruia provine de la cuvântul cuman jalpy - „râu în față, neadânc”.